# Ostrów (Stare Juchy)
Ostrów [ˈɔstruf] (deutsch Werder) ist ein Ort in der polnischen Woiwodschaft Ermland-Masuren, der zur Landgemeinde Stare Juchy (Alt Jucha, 1938 bis 1945 Fließdorf) im Powiat Ełcki (Kreis Lyck) gehört.

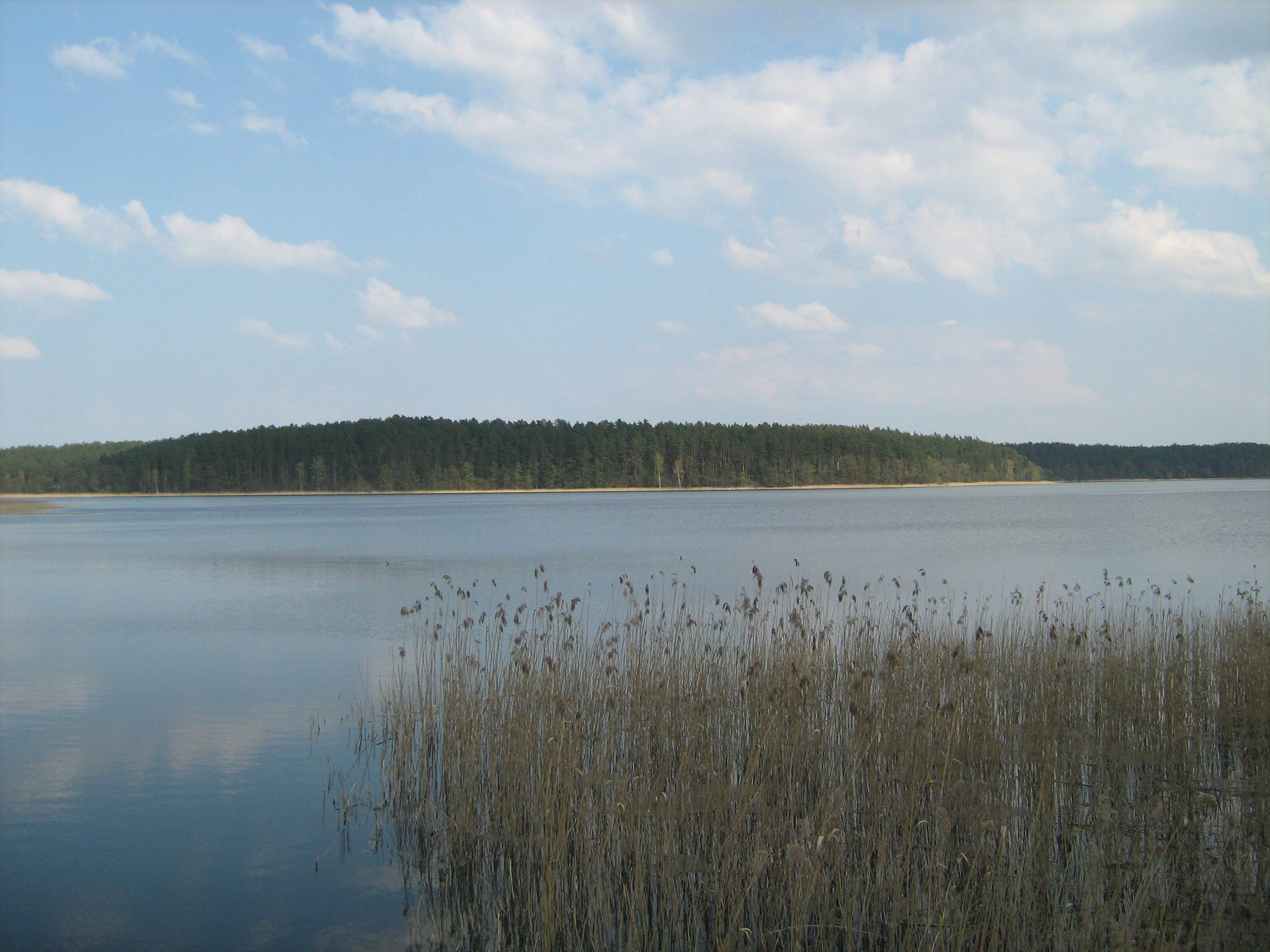
Der Jezioro Orzysz (Aryssee)

## Geographische Lage
Ostrów liegt am Nordufer des Jezioro Orzysz (deutsch Aryssee) im Südosten der Woiwodschaft Ermland-Masuren. Bis zur früheren Kreisstadt Lötzen (polnisch Giżycko) waren es 29 Kilometer, die heutige Kreismetropole Ełk (Lyck) liegt 19 Kilometer in östlicher Richtung.

## Geschichte
Das kleine um 1785 Ostrow, vor 1912 Adlig Werder, bis 1945 Werder (ohne Zusatzbezeichnung) genannte Gutsdorf (beide Namen bedeuten 'Insel'), wurde 1874 in den neu errichteten Amtsbezirk Neuhoff (polnisch Zelki) aufgenommen, der bis 1945 bestand und zum Kreis Lötzen im Regierungsbezirk Gumbinnen (1905 bis 1945: Regierungsbezirk Allenstein) in der preußischen Provinz Ostpreußen gehörte. Ebenfalls 1874 wurde das Dorf in den Standesamtsbezirk Neuhoff einbezogen. Im Jahre 1905 zählte der Gutsbezirk Adlig Werder 65 Einwohner.
Aufgrund der Bestimmungen des Versailler Vertrags stimmte die Bevölkerung im Abstimmungsgebiet Allenstein, zu dem Werder gehörte, am 11. Juli 1920 über die weitere staatliche Zugehörigkeit zu Ostpreußen (und damit zu Deutschland) oder den Anschluss an Polen ab. In Werder stimmten 40 Einwohner für den Verbleib bei Ostpreußen, auf Polen entfielen keine Stimmen.
Am 30. September 1928 gab das Gutsdorf Werder seine Eigenständigkeit auf und wurde in die Landgemeinde Adlig Wolla (1938 bis 1945 Freihausen, polnisch Pańska Wola) eingemeindet.
In Kriegsfolge kam Werder 1945 mit dem gesamten südlichen Ostpreußen zu Polen und erhielt die polnische Bezeichnung „Ostrów“. Heute ist das Dorf in das Schulzenamt (polnisch sołectwo) Skomack Wielki (Skomatzko, 1938 bis 1945 Dippelsee) eingegliedert und somit eine Ortschaft im Verbund der Landgemeinde Stare Juchy (Alt Jucha, 1938 bis 1945 Fließdorf), vom Kreis Lötzen in den Powiat Ełcki (Kreis Lyk) „gewechselt“, und vor 1998 der Woiwodschaft Suwałki, seither der Woiwodschaft Ermland-Masuren zugehörig.

## Religionen
Bis 1945 war Werder in die evangelische Kirche Neuhoff in der Kirchenprovinz Ostpreußen der Kirche der Altpreußischen Union sowie in die Katholische Pfarrkirche St. Bruno Lötzen im Bistum Ermland eingepfarrt.
Heute gehört Ostrów zur evangelischen Kirchengemeinde Ełk (Lyck), einer Filialgemeinde der Pfarrei Pisz (Johannisburg) in der Diözese Masuren der Evangelisch-Augsburgischen Kirche in Polen bzw. zur katholischen Kirchengemeinde Skomack Wielki (Skomatzko, 1938 bis 1945 Dippelsee), einer Filialgemeinde der Pfarrei Klusy (Klaussen) im Bistum Ełk der Römisch-katholischen Kirche in Polen.

## Verkehr
Ostrów ist über eine Nebenstraße von Skomack Wielki aus zu erreichen, ebenso über einen Landweg, der von Pańska Wola (Adlig Wolla, 1938 bis 1945 Freihausen) nach hier führt.
Bis zur Betriebsstilllegung der Bahnstrecke Czerwonka–Ełk (Rothfließ–Lyck) im Jahre 2009 war Skomack Wielki die nächste Bahnstation. 